# KSOC Maria-ter-Heide
KSOC. Maria-ter-Heide is een Belgische voetbalclub uit Maria-ter-Heide. De club is aangesloten bij de KBVB met stamnummer 3182 en heeft wit en groen als kleuren. De club speelt in de provinciale reeksen.

## Geschiedenis
Voetbalclub Maria-ter-Heide werd opgericht in 1933 en sloot zich acht jaar later aan bij de Belgische Voetbalbond. Tot 1955 bleef de club in de laagste provinciale reeksen spelen, toen Derde provinciale. Dat jaar haalde VC Maria-ter-Heide een eerste titel en promoveerde het naar Tweede provinciale, maar twee seizoenen later zakte de club alweer terug naar Derde. In 1972 werd met Vierde provinciale een nieuw laagste niveau gecreëerd, waar de club meteen naartoe zakte.
In 1973 werd de clubnaam gewijzigd in Sport- en Ontspanningscentrum Maria-ter-Heide (SOC Maria-ter-Heide). Op een seizoen Derde provinciale in 1976/77 na bleef de club op het laagste niveau spelen, maar in 1984 werd de club kampioen in Vierde provinciale en een jaar later herhaalde ze dit in Derde Provinciale. Van 1985 tot 1988 en in 1998-99 speelde de club in Tweede provinciale, maar degradaties in 1999 en 2001 deden de club weer wegzakken naar het laagste niveau. De volgende jaren wisselde ze periodes in Derde en Vierde provinciale af.
In 2002 werd ook een vrouwenvoetbaltak opgericht, die in 2015 klaarspeelde wat de mannenploeg nooit kon en promoveerde naar de nationale reeksen. Daar werd de club meteen derde, door een competitiehervorming voldoende om te promoveren naar Tweede klasse. In het eerste seizoen op dat niveau werd de club vijfde. 
In april 2019 scheurde de vrouwenploeg zich af en ging verder als VVC Brasschaat met stamnummer 9715.